# Expeditie van García de Nodal

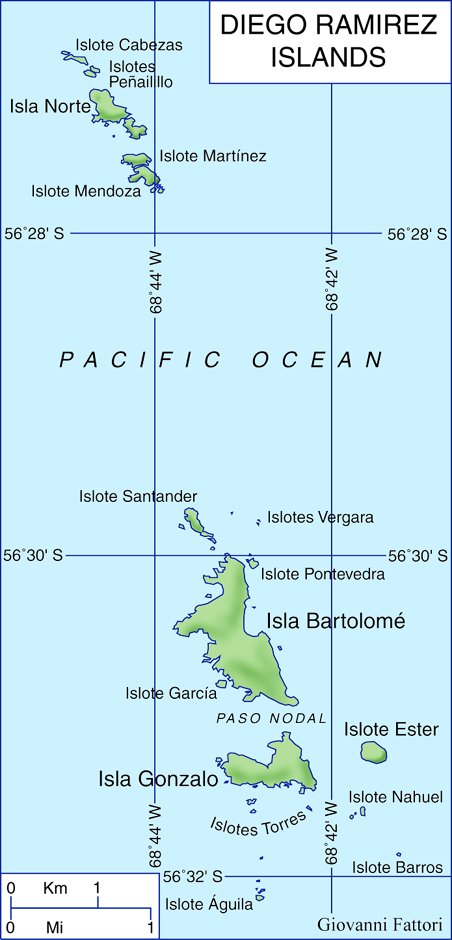
Diego Ramirez Eilanden, ontdekt door de expeditie van García de Nodal

De expeditie van García de Nodal werd door Filips III van Spanje bevolen om de in 1616 door Jacob Le Maire en Willem Cornelisz Schouten ontdekte nieuwe doorgang tussen de Atlantische en Stille Oceaan langs Kaap Hoorn te verkennen. 
Deze nieuwe route was een alternatief voor de passage door Straat Magellaan, en vormde een bedreiging voor de Spaanse koloniën. Om de ontdekking van Schouten en Le Maire te verifiëren besloot de Spaanse Raad van Indië in 1617 dat er een Spaanse expeditie moest worden gestuurd. Nadat dit besluit door de Filips III was bevestigd, werd opdracht gegeven tot de bouw van twee karvelen, kleine schepen van elk tachtig ton, voorbereid op een snelle reis. Het bevel werd toevertrouwd aan twee bekwame zeevaarders uit Pontevedra in Galicië, de broers Bartolomé en Gonzalo García de Nodal.
De schepen, met de astronoom Diego Ramírez de Arellano als navigator, vertrokken op 27 september 1618 vanuit Lissabon, en op 22 januari 1619 voeren ze de Straat Le Maire tussen Vuurland en Statenland in. Zij noemden deze straat Estrecho de San Vicente en de kaap van Vuurland, die door Le Maire en Schouten Mauritius de Nassau was genoemd, Cabo San Diego. De daaropvolgende weken besteedden ze aan het verkennen en benoemen van de zuidelijke oever van Vuurland. Kaap Hoorn noemden ze Cabo San Ildefonso. De Diego Ramírez-eilandengroep, 110 km ten zuidenwesten van Kaap Hoorn, was hun enige nieuwe ontdekking (10 februari). Op 25 februari voeren ze vanaf de Stille Oceaan de Straat van Magellaan in en 16 dagen later bereikten ze de Atlantische Oceaan weer. Op 7 juli 1619 keerden ze terug in Spanje, en brachten verslag uit aan de koning.
De broers García de Nodal publiceerden in 1621 hun verslag van de reis in Relación del viaje hecho por los capitanes Bartolomé García de Nodal y Gonzalo de Nodal, hermanos, naturales de Pontevedra, para el descubrimiento del nuevo estrecho.
Het duurde uiteindelijk nog wel anderhalve eeuw voordat de Spaanse handel de route via Kaap Hoorn ging gebruiken.